# Македонска патриотична организация „Йордан Гюрков“ (Лакавана)
Македонската патриотична организация „Йордан Гюрков“ е секция на Македонската патриотична организация в Лакавана, Ню Йорк, САЩ. Основана е на 26 април 1931 година по инициатива на Георги Попниколов, а носи името на щипянеца Йордан Гюрков, български офицер, деец на ВМРО, поддържащ международните контакти на организацията, застанал на страната на Иван Михайлов, убит от протогеровистите през февруари 1931 година. За председател на секцията е избран Христо Димитров, за секретар Петър Андреев, а за касиер Ванко Иванов, с членове Георги Попниколов, Благой Лазаров, Бойче Цветков, П. Настев, Атанас Аргиров и Никола Евтимов. На 2 август 1932 година е сформирана и женска секция с председателка Ангела Митрева, секретарка Нада Тасева-Евтимова и касиерка Флорина Иванова. На 19 май 1935 година е осветено организационното знаме. Организацията поддържа българско народно училище в Лакавана.